# Cooper & Gorfer
Cooper & Gorfer ist ein amerikanisch/österreichisches Künstlerduo, bestehend aus Sarah Cooper (* 1974 in den USA) und Nina Gorfer (* 1979 in Österreich). 

## Leben und Werk
Sarah Cooper absolvierte eine klassische Fotografenausbildung. Nina Gorfer studierte an der Universität für angewandte Kunst Wien Architektur bei Zaha Hadid. Als Künstlerduo arbeiten die beiden seit 2006 zusammen. Im Mittelpunkt der Arbeiten von Cooper & Dorfer steht das Porträt, vor allem das Frauenportrait. Die Schwerpunkte legen sie dabei auf Fotografie, Collage und Illustration. Für ihre Arbeiten setzen sich die Künstlerinnen mit fremden Kulturen auseinander und reisen in viele Länder. Sie porträtieren ihre Modelle und stellen durch künstlerische Arbeit Verbindungen zu kultureller Identität, Mensch, Geschichte und Ort her.
Cooper und Gorfer sind auf internationalen Ausstellungen vertreten, unter anderem im Fotografiska Stockholm, im Hasselblad Center Göteborg, im Kulturhuset Stockholm, im Museum Angewandte Kunst Frankfurt, im Nationalen Fotomuseum Kopenhagen, im Lentos Kunstmuseum Linz und in der Landesgalerie Linz. Ihre Werke befinden sich in privaten und öffentlichen Sammlungen, zum Beispiel der National Gallery Iceland.
2017 wurden Cooper & Gorfer für ihr Buch I Know Not These My Hands / SEEK Volume 04, mit dem Deutschen Fotobuchpreis ausgezeichnet.
Cooper und Gorfer leben und arbeiten in Göteborg, Schweden.

## Arbeiten
- 2005–2008 In a House of Snow, The Iceland Series
- 2006–2011 My Quiet of Gold, The Kyrgyzstan Series
- 2008–2011 Latent Now, The Qatar Series
- 2012–2014 The Weather Diaries, Nordic Fashion Biennale
- 2015–2016 Interruptions, The Sápmi Series
- 2011–2017 I Know Not These My Hands, The Argentina Series
- 2018–2020 Between These Folded Walls, Utopia

## Ausstellungen (Auswahl)

### Einzelausstellungen
- 2007 Arbeiten aus In a House of Snow, Art Basel, Miami, USA
- 2008 In a House Of Snow / SEEK Volume 01 Iceland, Kulturhuset Stockholm, Schweden
- 2009 Latent Now, Hasselblad Center, Göteborg, Schweden
- 2010 Under Nomadic Surfaces, Galerie Christian Larsen, Stockholm, Schweden
- 2011 My Quiet of Gold, Hasselblad Center, Göteborg, Schweden[1]
- 2011 My Quiet of Gold, Gestalten Space, Berlin, Deutschland[2]
- 2012 My Quiet of Gold, Luleå Konsthall, Luleå, Schweden
- 2012 My Quiet of Gold, Västerås Kunstmuseum, Västerås, Schweden
- 2013 The Long Moment, mit Werken aus My Quiet of Gold, Latent Now, In a House of Snow, Places in Between, Nordic House, Reykjavik, Island
- 2014 The Weather Diaries, National Museum of Photography, The Black Diamond, Kopenhagen, Dänemark
- 2014 The Long Moment, mit Werken aus My Quiet of Gold, Latent Now, In a House of Snow, Places in Between, Nordic Light Festival, Kristiansand, Norwegen
- 2014 The Long Moment, mit Werken aus My Quiet of Gold, Latent Now, In a House of Snow, Places in Between, Halmstads Konsthall, Halmstad, Schweden
- 2014 Werke aus I Know not These My Hands (Argentina) and The Weather Diaries (West Nordic), Galerie Christian Larsen, Stockholm, Schweden
- 2017  I Know Not These My Hands, Fotografiska, Stockholm, Schweden
- 2020 Between These Folded Walls, Utopia, Fotografiska NYC, USA

### Ausstellungsbeteiligungen

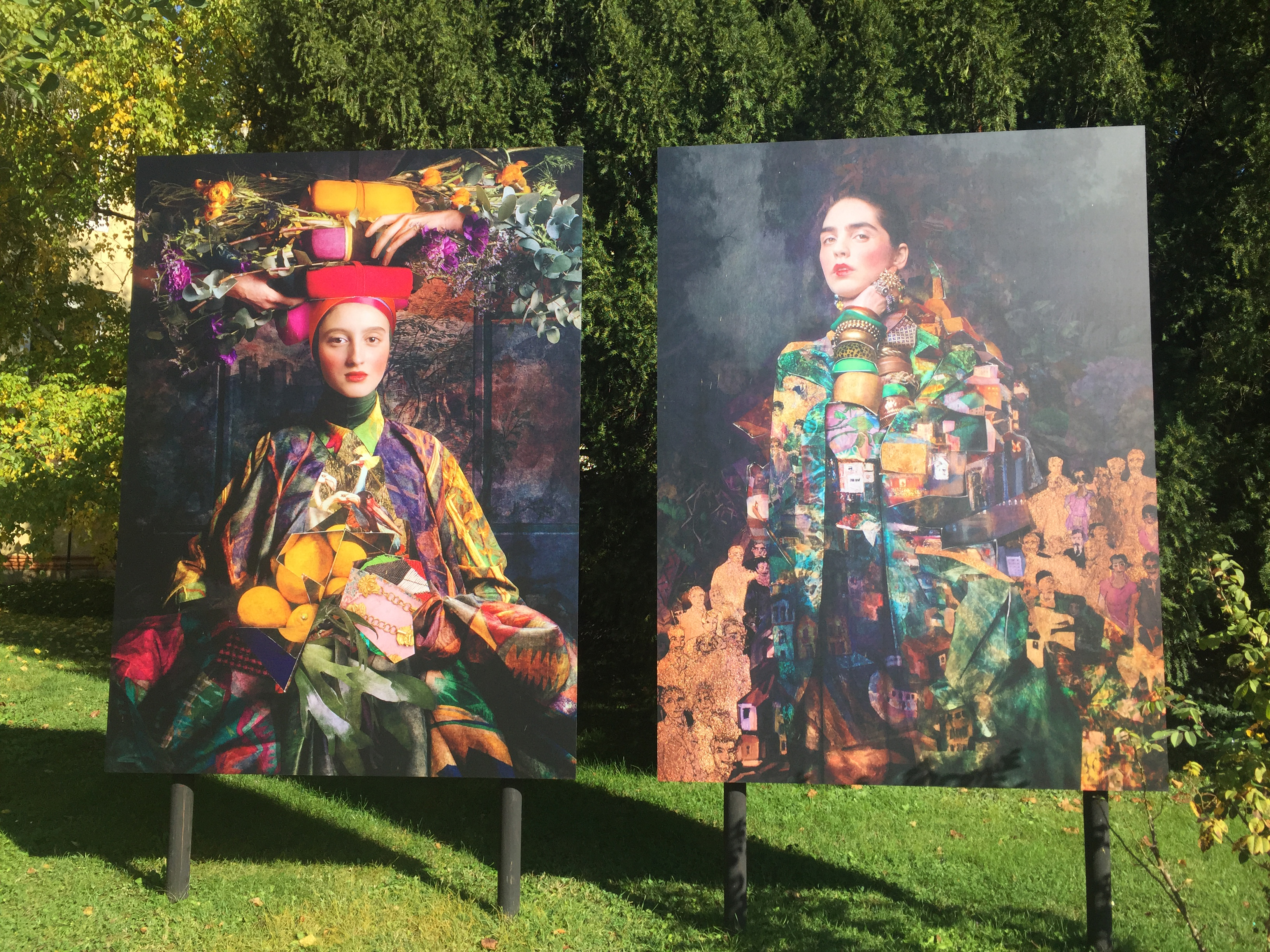
Arbeiten von Cooper & Gorfer beim Festival La Gacilly in Baden bei Wien 2019

- 2019 Estonian Museum of Applied Art and Design, Tallinn, Estland
- 2019 Mode Momente. Fotografinnen im Fokus, Landesgalerie Linz, Österreich
- 2019 Hymne an die Erde, Festival La Gacilly-Baden Photo, Österreich[3][4]
- 2019 Museum of Applied Arts and Design, Vilnius, Litauen
- 2019 212 Festival Fotoistanbul, Istanbul, Türkei
- 2020 Art Nouveau. From the Larssons to Zappa. Göteborgs konstmuseum, Schweden

## Publikationen
- 2008 Iceland / SEEK Volume 01, Cooper & Gorfer, Die Gestalten Verlag, ISBN 978-3-89955-226-3
- 2011 My Quiet of Gold / SEEK Volume 02, Cooper & Gorfer, Die Gestalten Verlag, ISBN 978-3-89955-367-3
- 2014 The Weather Diaries Nordic Fashion Biennale, Cooper & Gorfer, Die Gestalten Verlag, ISBN 978-3-89955-522-6
- 2016 Interruptions / SEEK Volume 03, Cooper & Gorfer, Verlag Thames & Hudson, ISBN 978-9163915611
- 2017 I Know Not These My Hands / SEEK Volume 04, Cooper & Gorfer, Kehrer Verlag Berlin, Heidelberg, ISBN 978-3-86828-778-3

## Auszeichnungen
- 2009 Swedish Art Book Award für das Buch In a House of Snow / SEEK Volume 01 Iceland, Royal Library Sweden, Stockholm, Schweden
- 2012 Swedish Art Book Award für das Buch My Quiet of Gold / SEEK Volume 02 Kyrgyzstan, Royal Library Sweden, Stockholm, Schweden
- 2018 Deutscher Fotobuchpreis für das Buch I Know Not These My Hands, Stuttgart, Deutschland[5][6][7]